# Музей Ла-Платы
Музей Ла-Платы (исп. Museo de La Plata) — музей естествознания Ла-Платы в Аргентине.
В здании музея расположено около трёх миллионов ископаемых (в том числе 44 000 — ботанического происхождения), библиотека в 58 000 томов. Ежегодно музей посещают около 400 000 посетителей, включая исследователей..
Музей Ла-Платы был открыт 19 ноября 1888 года (в шестую годовщину со дня основания города). Франсиско Морено, коллекция которого послужила основой коллекции музея, был назначен его директором.